# FIFA (серія відеоігор)
FIFA — серія відеоігор жанру футбольних симуляторів, що розробляється студією EA Canada, яка входить в корпорацію Electronic Arts. Ігри серії видаються під брендом EA Sports. Щороку виходить нова версія гри, в яку вносяться зміни, які відбулися у футболі за минулий рік. Як правило, нова версія симулятора FIFA виходить на початку осені. Крім того, існують спеціальні ігри серії, присвячені Чемпіонату світу чи Європи з футболу, FIFA Street, FIFA Manager, інші. Electronic Arts володіє великою кількістю ліцензій футбольних ліг, чемпіонатів, команд та гравців, що виступають в цих чемпіонатах. Останнім релізом EA стала FIFA 23, доступна майже на всіх сучасних ігрових платформах.

## Історія
Перша гра серії FIFA вийшла в 1993 році й мала назву FIFA International Soccer. В грі був використаний вид поля 3/4, в той час, як в усіх інших іграх використовувався звичайний 2D-вид зверху. В FIFA 96, завдяки ліцензії FIFPro, почали використовуватись справжні прізвища футболістів. Поява технології EA «Virtual Stadium» дозволяла отримати 3D зображення стадіону з 2D футболістами. В FIFA 97 використовувались полігональні моделі, був доданий режим гри в приміщеннях. В FIFA 98: Road to World Cup геймери отримали покращену графіку, геймплей та всі матчі Чемпіонату світу 1998. Пізніше EA покращила підтримку Direct3D, і уже в FIFA 99 кожна команда мала свою унікальну форму. Починаючи з 2000 року кожна гра серії FIFA піддавалась серйозній критиці серед фанатів відеоігор, за слабкі оновлення геймплею, в той час як EA займалась вдосконаленням графіки та додаванням нових ліг. З 2000-х років FIFA наштовхнулась на конкуренцію на ринку футбольних симуляторів в особі Pro Evolution Soccer, від розробника Konami. FIFA 23 стала останньою частиною в серії, адже EA Sports та FIFA припинили свою співпрацю. EA Sports продовжила випуск свого футбольного симулятора під новою назвою - EA Sports FC. 

## Національні ліги в грі
Нижче поданий список ліг, які були включені в гру повністю (тобто не враховані ліги, деякі команди з яких перебували в розділі Rest of the World)

| Ліга / Серія         | FIFA 23 | FIFA 22 | FIFA 21 | FIFA 20 | FIFA 19 | FIFA 18 | FIFA 17 | FIFA 16 | FIFA 15 | FIFA 14 | FIFA 13 | FIFA 12 | FIFA 11 | FIFA 10 |
| -------------------- | ------- | ------- | ------- | ------- | ------- | ------- | ------- | ------- | ------- | ------- | ------- | ------- | ------- | ------- |
| УЄФА                 |         |         |         |         |         |         |         |         |         |         |         |         |         |         |
| Прем'єр-ліга         |         |         |         |         |         |         |         |         |         |         |         |         |         |         |
| Чемпіоншип           |         |         |         |         |         |         |         |         |         |         |         |         |         |         |
| Перша футбольна ліга |         |         |         |         |         |         |         |         |         |         |         |         |         |         |
| Друга футбольна ліга |         |         |         |         |         |         |         |         |         |         |         |         |         |         |
| Ла-Ліга              |         |         |         |         |         |         |         |         |         |         |         |         |         |         |
| Сегунда Дивізіон     |         |         |         |         |         |         |         |         |         |         |         |         |         |         |
| Серія A              |         |         |         |         |         |         |         |         |         |         |         |         |         |         |
| Серія B              |         |         |         |         |         |         |         |         |         |         |         |         |         |         |
| Бундесліга           |         |         |         |         |         |         |         |         |         |         |         |         |         |         |
| Друга Бундесліга     |         |         |         |         |         |         |         |         |         |         |         |         |         |         |
| Третя ліга           |         |         |         |         |         |         |         |         |         |         |         |         |         |         |
| Ліга 1               |         |         |         |         |         |         |         |         |         |         |         |         |         |         |
| Ліга 2               |         |         |         |         |         |         |         |         |         |         |         |         |         |         |
| Прімейра-Ліга        |         |         |         |         |         |         |         |         |         |         |         |         |         |         |
| Ередивізі            |         |         |         |         |         |         |         |         |         |         |         |         |         |         |
| Прем'єр-ліга         |         |         |         |         |         |         |         |         |         |         |         |         |         |         |
| Ліга Жупіле          |         |         |         |         |         |         |         |         |         |         |         |         |         |         |
| Бундесліга           |         |         |         |         |         |         |         |         |         |         |         |         |         |         |
| Прем'єршип           |         |         |         |         |         |         |         |         |         |         |         |         |         |         |
| Суперліга            |         |         |         |         |         |         |         |         |         |         |         |         |         |         |
| Суперліга            |         |         |         |         |         |         |         |         |         |         |         |         |         |         |
| Суперліга            |         |         |         |         |         |         |         |         |         |         |         |         |         |         |
| Елітесеріен          |         |         |         |         |         |         |         |         |         |         |         |         |         |         |
| Аллсвенскан          |         |         |         |         |         |         |         |         |         |         |         |         |         |         |
| Екстракляса          |         |         |         |         |         |         |         |         |         |         |         |         |         |         |
| Прем'єр-дивізіон     |         |         |         |         |         |         |         |         |         |         |         |         |         |         |
| Ліга I               |         |         |         |         |         |         |         |         |         |         |         |         |         |         |
| Гамбрінус-ліга       |         |         |         |         |         |         |         |         |         |         |         |         |         |         |
| КОНКАКАФ             |         |         |         |         |         |         |         |         |         |         |         |         |         |         |
| Major League Soccer  |         |         |         |         |         |         |         |         |         |         |         |         |         |         |
| Прімера Дивізіон     |         |         |         |         |         |         |         |         |         |         |         |         |         |         |
| КОНМЕБОЛ             |         |         |         |         |         |         |         |         |         |         |         |         |         |         |
| Прімера Дивізіон     |         |         |         |         |         |         |         |         |         |         |         |         |         |         |
| Серія A              |         |         |         |         |         |         |         |         |         |         |         |         |         |         |
| Прімера A            |         |         |         |         |         |         |         |         |         |         |         |         |         |         |
| Прімера Дивізіон     |         |         |         |         |         |         |         |         |         |         |         |         |         |         |
| АФК                  |         |         |         |         |         |         |         |         |         |         |         |         |         |         |
| A-Ліга               |         |         |         |         |         |         |         |         |         |         |         |         |         |         |
| К-Ліга 1             |         |         |         |         |         |         |         |         |         |         |         |         |         |         |
| Прем'єр-ліга         |         |         |         |         |         |         |         |         |         |         |         |         |         |         |
| Джей-ліга 1          |         |         |         |         |         |         |         |         |         |         |         |         |         |         |
| Суперліга            |         |         |         |         |         |         |         |         |         |         |         |         |         |         |
| Суперліга            |         |         |         |         |         |         |         |         |         |         |         |         |         |         |

Позначення:

## Ігри серії

### Основна серія

#### FIFA International Soccer
- Слоган: «FIFA International Soccer has it all… experience sheer brilliance» (FIFA International Soccer має все це… відчуй чистий блиск)
- На обкладинці: Девід Платт в матчі Англія — Польща; Пет Боннер і Рууд Гулліт в матчі Ірландія — Нідерланди.
- Платформи: Sega Mega Drive, Sega Master System, Mega-CD, Sega Game Gear, SNES, DOS, Amiga, 3DO, Game Boy

Перша гра в серії FIFA, випущена на Різдво 1993 року. Мала революційний для того часу вид на поле 3/4, адже до того в іграх використовувався лише вид зверху. Серед команд були лише збірні, а імена футболістів були вигадані. Один з найлегших способів забити гол — стати біля воротаря під час того, як він буде вибивати м'яч і натиснути кнопку удару. Таким чином м'яч залітав в пусті ворота. Цікавим фактом є те, що серед національних збірних в грі була Україна, в порівнянні, наприклад з FIFA 12 чи FIFA 13, де України немає.

#### FIFA Soccer 95
- Слоган: «The best console football can get» (Найкращий консольний футбол, який ви могли отримати)
- На обкладинці: Ерік Торстведт з Тоттенхем Хотспур в польоті за м'ячем.
- Платформи: Sega Mega Drive, DOS

З'явились 7 національних ліг: Англії, Іспанії, Італії, Німеччини, Франції, Бразилії і США. Більшість гравців не зазнали змін.

#### FIFA Soccer 96
- Слоган: «Next Generation Soccer» (Футбол наступного покоління)
- На обкладинці: Рональд де Бур і Макатира в матчі Ірландія — Нідерланди; Також зустрічається Георге Хаджи з м'ячем.
- Платформи: Sega 32X, Sega Mega Drive, Sega Game Gear, SNES, DOS/Windows, Sega Saturn, PlayStation, Game Boy Advance

Вперше було використано технологію «Virtual Stadium», що дозволяла використовувати 3D графіку в грі. Імена гравців почали відповідати реальним прототипам.

#### FIFA 97
- Слоган: «Emotion Captured» (Захоплений емоціями)
- На обкладинці: Давид Жинола в футболці Ньюкасл Юнайтед.
- Платформи: Sega Mega Drive, SNES, DOS/Windows, Sega Saturn, PlayStation, Game Boy.

Один з режимів гри був футбол в приміщенні. Розробники збільшили кількість команд і ліг, за які можна виступати. З'явились коментатори — Джон Мотсон і Енді Грей.

#### FIFA: Road to World Cup 98
- Слоган: «Your only goal — qualify» (Твоя мета — кваліфікуватись)
- На обкладинці: Девід Бекхем в футболці збірної Англії (британська обкладинка); Рой Лассітер в футболці збірної США (міжнародна обкладинка); Паоло Мальдіні в футболці збірної Італії (італійська обкладинка).
- Платформи: SNES и Sega Mega Drive, Windows, Sega Saturn, PlayStation, Game Boy, Nintendo 64

В грі з'явився внутрішній редактор, тому можна було редагувати гравців і команди. Зміни в грі торкнулись геймплею: покращилась графіка, штучний інтелект і параметри налаштування. Зокрема можна було встановити суворість арбітра. В грі присутні всі збірні члени FIFA. Це остання гра з серії, що вийшла на 16-бітних консолях.

#### FIFA 99
- Слоган: «All The Clubs, Leagues and Cups» (Усі клуби, ліги, кубки)
- На обкладинці : Деніс Бергкамп в футболці Арсенала (міжнародна обкладинка). Кейси Келлер (американська обкладинка), Фаб'єн Бартез (французька обкладинка), Олаф Тон (німецька обкладинка), Крістіан Вієрі (італійська обкладинка), Фернандо Морієнтес (іспанська обкладинка).
- Головний трек: Fatboy Slim — «The Rockafeller Skank»

Відразу декілька футбольних ліг з'явились вперше в серії FIFA, одні з них — бельгійська і португальська ліги. Покращилась графіка, у порівнянні з FIFA 98, анімація, емблеми і форми команд теж зазнали поліпшень. Доступним був режим власного турніру: гравець мав можливість створювати будь-який турнір і грати в ньому своїми командами. Вперше в серії серед футбольних ліг створили блок «Інший світ», який включав в себе команди, які не увійшли до жодної з ліг. Гра містила в собі режим «Європейська СуперЛіга», складався з 20 найкращих європейських команд, які грали між собою чемпіонат з 20 команд.

#### FIFA 2000
- Головний трек: Роббі Вільямс — «It's Only Us»
- Платформи: Windows, PlayStation, Game Boy Color
- Дата виходу: 26 жовтня 1999
- На обкладинці: Сол Кемпбелл (британська версія)

Новинкою стала система пасів, певні кнопки відповідають за різних гравців. З'явилося графічне зображення сили пасу: червоне світло — пас скоріш за все перехоплять, жовте — шанси 50/50, а зелене пас ймовірно буде доставлений товаришу по команді. В цій грі з'явились перші ретро-команди: Реал Мадрид зразка 1950 року і Збірна Бразилії зразка 1970 року.
Головною піснею гри стала композиція Роббі Вільямса — It's Only Us. Багато хто стверджує, що співак погодився надати пісню для гри в обмін на внесення до гри його улюбленої команди Порт Вейл (яка дійсно присутня в розділі «Інші команди»).

#### FIFA 2001
- Головний трек: Moby — «Bodyrock»
- Платформи: Windows, PlayStation, PlayStation 2, Game Boy Color
- Дата виходу: 8 листопада 2000
- На обкладинці: Пол Скоулз у футболці збірної Англії (британська обкладинка). Філіппо Індзагі в футболці збірної Італії (італійська обкладинка). Едгар Давідс в футболці збірної Голландії (голландська обкладинка). Лотар Маттеус — Збірна Німеччини з футболу (німецька обкладинка).

Футболісти навчились виражати свої жести і міміку на полі. Тепер в грі присутні як день, так і ніч. Покращився геймплей та інтерфейс, але тепер не можна пограти за класичні команди.

#### FIFA Football 2002
- Головний трек: Gorillaz — «19-2000 (Soulchild Remix)»
- Платформи: Windows, PlayStation, PlayStation 2, Nintendo GameCube
- Дата виходу: 1 листопада 2001
- На обкладинці: Тьєррі Анрі в футболці Арсеналу

Була включена швейцарська ліга, замість грецької. Головна особливість гри — можливість редагувати клуби і гравців.

#### FIFA Football 2003
- Слоган: «Be the Twelfth Man» (Будь дванадцятим гравцем)
- Головний трек: «To Get Down (Fatboy Slim Remix)» by Timo Maas
- Платформи: Windows, PlayStation, PlayStation 2, Nintendo GameCube, Xbox, Game Boy Advance.
- Дата виходу: 25 жовтня 2002

FIFA 2003 пропонує абсолютно новий геймплей в порівнянні з попередніми іграми. Стадіони, гравці отримали чіткішу та більш деталізовану графіку. Фанати на трибунах отримали можливість співати свої пісні та речівки. 40 найкращих гравців отримали власний стиль гри та фірмові фінти.

#### FIFA Football 2004
- Слоган: «Create brilliance» (Створити блиск)
- Головний трек: Kings of Leon — «Red Morning Light»
- Платформи: Windows, PlayStation, PlayStation 2, Nintendo GameCube, Xbox, Game Boy Advance, N-Gage
- Дата виходу: 18 жовтня 2003

Зміни в FIFA 2004 мало торкнулись геймплею та фізики гри, і в основному стосувались розширенню другорядних моментів, наприклад, збільшення кількості нижчих дивізіонів. З'явилась можливість одночасно керувати двома гравцями без м'яча. На одну сходинку підвищився штучний інтелект. Додано декілька бразильських, аргентинських, мексиканських клубів.

#### FIFA Football 2005
- Слоган: «A great player needs a great first touch» (Великому гравцеві — велика перша спроба)
- Платформи: Windows, PlayStation, PlayStation 2, Nintendo GameCube, Xbox, Game Boy Advance, PSP (Тільки в США), Gizmondo, N-Gage, Java
- Дата виходу: 11 жовтня 2004
- Обкладинка: Патрік Вієра, Фернандо Морієнтес і Андрій Шевченко
- Саундтрек Пол Окенфолд — «FIFA Theme»

Цього року гра була випущена набагато раніше, ніж зазвичай, завдяки чому отримала перевагу над Pro Evolution Soccer 4. Покращена кар'єра, з'явився режим створення гравця. відміна FIFA Football 2005 від попередніх ігор серії полягає в наявності «першого дотику», яке допомагає виконувати реалістичні паси і трюки. Була включена Мексиканська Прімера. Саундтрек Пола Окенфолда був написаний спеціально для гри, використовуючи при цьому в композиції деякі звуки з гри: шуми натовпу і коментарі. Перша версія гри, що підтримувала сенсорне управління.

#### FIFA 06
- Слоган: «You Play, They Obey» (Ви граєте, Вони підкоряються)
- Саундтрек: «Helicopter» Bloc Party

На обкладинці: Роналдінью і Вейн Руні
- Платформи: Windows, PlayStation 2, Nintendo GameCube, Xbox, Game Boy Advance, Nintendo DS, PSP.
- Дата виходу: 4 жовтня 2005

Оновлений режим кар'єри дозволяв працювати зі скаутами, укладати контракти зі спонсорами і брати в оренду гравців. Цікавою особливістю цієї серії FIFA є, так званий «фан магазин». У ньому можна відкрити за накопичені бали стадіони, гравців-зірок, нові м'ячі, форми, бутси і багато іншого.

#### FIFA 07
- Слоган: «This is the Season» (Це сезон)
- Саундтрек: The Infadels — «Can't Get Enough (Mekon Remix)»
- Платформи: Windows, PlayStation 2, Xbox 360, GameCube, Xbox, Game Boy Advance, Nintendo DS, PSP
- Дата виходу: 27 вересня 2006
- На обкладинці: Роналдінью і Вейн Руні

FIFA 07 мало відрізнялась під свого попередника. Додалась функція «Інтерактивна ліга», з'явились нові стадіони Вемблі і Емірейтс. Стиль гри і «фірмові» фінти скопійовані зі знаменитих гравців. Гра одержала більше логічний і точний механізм передачі пасів і позиціонування гравців на полі. Суперники активно тіснять один одного і стикаються в стрибках. М'яч має більш реалістичну фізичну модель.

#### FIFA 08
- Слоган: «Can you FIFA 08?», «Got what it takes?»
- Саундтрек: La Rocca — «Sketches (20 Something Life)»
- Реліз на: Xbox 360, PlayStation 3, Windows, PlayStation 2, Nintendo DS, Wii, PSP
- Дата виходу: 20 вересня 2007
- На обкладинці: Мірослав Клозе і Роналдінью

FIFA 08 ввела новий режим гри під назвою «Be Pro», я якому гравець управляє лише одним гравцем на полі. Вперше з'явились Ірландська ліга і Hyundai ліга. Версії для платформ Xbox 360 і Playstation 3 використовують удосконалений рушій гри з поліпшеною графікою, різними коментаторами і хорошим озвучуванням. Всі інші платформи, включаючи PC, використовують старий рушій. У версії гри для Nintendo DS, за обмеженого обсягу носія, зменшено кількість команд, стадіонів і режимів гри.

#### FIFA 09
- Слоган: «Let's FIFA 09» (Давайте у FIFA 09)
- Саундтрек: Plastilina Mosh — «Let U Know»
- Платформи: PlayStation 3, Xbox 360, Windows, PSP, Nintendo DS, Wii, PlayStation 2
- Дата виходу: 3 жовтня 2008
- На обкладинці: Роналдінью і Вейн Руні

FIFA 09 оснащений оновленою системою зіткнень, внесено зміни в розрахунок сили футболістів. При кожній дії гравця, будь це удар або боротьба за м'яч, розраховується його сила застосовувана саме до цієї дії, причому вона буде залежати не тільки від його навичок, але й від ваги та зросту. Додано «Adidas Live Season», функція збирає всю статистику реальних гравців, їх фізичну форму в режимі реального життя і переносить на прототипів в грі.

#### FIFA 10
- Слоган: «Let's FIFA 10», «How big can football get?»
- Саундтрек: Peter Bjorn and John — «Nothing to Worry About»
- Платформи: Xbox 360, PlayStation 3, Wii, PlayStation 2, Nintendo DS, PSP, Windows, iOS, Android
- Дата виходу: 20 жовтня 2009 (США), 2 жовтня 2009 (Європа)
- На обкладинці: Вейн Руні, Тео Волкотт і Френк Лемпард

FIFA 10 має розширений режим менеджера, який включає нового Асистент менеджера, який може бути використаний, щоб піклуватися про команду, склад і поліпшення фінансів. Гра також має 50 стадіонів і 31 лігу, серед яких вперше включена Російська Прем'єр-ліга (за винятком PlayStation 3 і Xbox 360 версій). Ігровий процес розширився великою кількістю додаткових можливостей, таких як боротьба за м'яч у повітрі, нова система ударів і виходи воротаря, але абсолютно не змінився докорінно — недостатньо розроблена фізична складова збереглася. Гравці все так же рухаються у восьми напрямках, а м'яч веде себе абсолютно передбачувано.

#### FIFA 11
- Слоган: «We are 11» (Нас одинадцять)
- Платформи: Xbox 360, PlayStation 3, Wii, PSP, Nintendo DS, PlayStation 2, Windows, iOS
- Дата виходу: 28 вересня 2010 (США) 1 жовтня 2010 (Європа)
- На обкладинці: Кака і Вейн Руні (британська версія)

Нова технологія, що включає спеціальні бази даних і фізичну модель, надасть гравцям свободу в управлінні грою, можливість вільно переміщатися по полю і виконувати найскладніші удари. Також з її допомогою буде реалізовано відпрацювання зіткнень між футболістами. Фізична модель гри використовує нову систему прорахунку зіткнень, що допомагає вести більш різноманітну, цікаву і менш передбачувану боротьбу за м'яч. FIFA 11 використовує віртуальні моделі гравців, 62 різних стадіону і меню з підтримкою миші та клавіатури для швидкої і зручної навігації. 
 Деякі фанати серії FIFA вважають, що саме ця гра стала переломною у протистоянні, з Pro Evolution Soccer і випередила її, адже до цього EA критикували за низький щорічний прогрес геймплею та фізики гри.

#### FIFA 12
- Слоган: «Love Football, Play Football» (Любиш футбол, грай у футбол)
- Саундтрек: Sleigh Bells — «Kids»
- Платформи: Xbox 360, PlayStation 3, Wii, Windows, PlayStation 2, Nintendo 3DS, PSP, iOS, Android
- Дата виходу: 27 вересня 2011 (США), 30 вересня 2011 (Європа)
- Обкладинка: Вейн Руні і Джек Вілшир

Девід Раттер, лінійний продюсер FIFA 12, пообіцяв «революційний рік для ФІФА … особливо в ігровому відділі». Перший скріншот з'явився 11 квітня, за участю бразильського півзахисника Кака. FIFA 12 буде першою грою в серії з арабськими коментарями. Вперше версії гри для PC, PlayStation 3 і Xbox 360 створені на основі єдиного програмного ядра з однаковим набором функцій. У травні EA оголосила, що у версії Nintendo 3DS будуть доступні режими: кар'єри, 11 на 11, режим Be A Pro, але не буде онлайн режиму. Вперше в цій серії, гра була офіційно портована на Mac OS X.

#### FIFA 13
- Слоган: «Join the club» (Приєднуйся до клубу)
- Платформи: PlayStation 3, Xbox 360, Wii U, Microsoft Windows, Mac OS X, Wii, PlayStation 2, Xperia Play, PlayStation Vita, Nintendo 3DS, iOS, PlayStation Portable
- Дата виходу: 27 вересня 2012 (Європа)
- На обкладинці: Ліонель Мессі на фоні «Сент-Джеймс Парк» — світова обкладинка. В британській версії зображені Мессі, Джо Харт разом з Окслейд-Чемберлейном. Роберто Сольдадо на обкладинці в Іспанії. Карім Бензема у Франції. Клаудіо Маркізіо в Італії. Кейсуке Хонда і Макото Хасебе в Японії. Якуб Блащиковскі на обкладинці у Польщі, а Тім Кехілл в Австралії.

Нова версія принесла шанувальникам FIFA відразу декілька новинок в грі: розширення можливості фізики гри та більшу реалістичність при зіткненні між гравцями, досконалий дриблінг, найдосконаліший штучний інтелект за весь час існування серії, контроль першого дотику. До того ж в режимі кар'єри тепер можна керувати як клубом так і збірною одночасно.

#### FIFA 14
- Дата виходу: 24 вересня 2013 (США), 27 вересня 2013 (EU)
- Платформи: Xbox 360, PlayStation 3, WiiU, Windows, PlayStation 2, Nintendo 3DS, PSP, iOS, Android

Гра вперше перейшла консолі восьмого покоління PlayStation 4 і Xbox One, у версії гри для цих платформ використовується новий рушій під назвою Ignite.
У грі вперше з'явився український клуб — донецький «Шахтар» і його стадіон «Донбас Арена».

#### FIFA 15
- Дата виходу: 23 вересня 2014 (США), 25 вересня 2014 (Європа), 26 вересня 2014 (Велика Британія)
- Слоган: «Feel the game» («Відчуй гру»)
- Платформи: Windows, PlayStation 3, PlayStation 4, Xbox 360, Xbox One, iOS, Android, PlayStation Vita, Nintendo 3DS, Wii

FIFA 15 на PC отримала новий рушій Ignite, який розроблявся спеціально під нове покоління консолей PlayStation 4 і Xbox One. У FIFA 15 повністю ліцензована італійська Серія A, чемпіонат Бразилії відсутній. Крім цього, в гру, через кілька років, повернулася турецька Суперліга. Вперше в серії присутні всі 20 стадіонів англійської Прем'єр-ліги

#### FIFA 16
- Дата виходу: 22 вересня 2015 (США), 24 вересня 2015 (Європа), 1 жовтня 2015 (Бразилія), 8 жовтня 2015 (Японія)
- Слоган: «Play beautiful» («Грай красиво»)
- Платформи: Windows, PlayStation 3, PlayStation 4, Xbox 360, Xbox One, iOS, Android

У FIFA 16 вперше за всю історію серії з'явився жіночий футбол.

#### FIFA 17
- Дата виходу: 27 вересня 2016 (США), 29 вересня 2016 (по всьому світу).
- Слоган: «Football Has Changed» («Футбол змінився»)
- Платформи: Windows, PlayStation 3, PlayStation 4, Xbox 360, Xbox One

Це перша гра із серії, що використовує рушій Frostbite[1]. Вперше у грі з'явився сюжетний режим «Історія», в якому Ви зможете пройти свій власний шлях у ролі майбутньої зірки англійської Прем'єр-Ліги Алекса Хантера. Також вперше до гри додана японська Джей-ліга.

#### FIFA 18
- Дата виходу: 29 вересня 2017 (по всьому світу).
- Платформи: Windows, PlayStation 3, PlayStation 4, Xbox 360, Xbox One, Nintendo Switch

Це перша гра із серії, що містить ікон (icons) (раніше — легенди на PS4) в режимі Ultimate Team на всіх платформах. Вперше до гри додана третя німецька Бундесліга, збірна Ісландії з футболу, збірна Саудівської Аравії з футболу. Повернені в гру турецька Суперліга та збірна Нової Зеландії з футболу. Додана функція швидких замін під час матчу без переривання гри на паузу.

#### FIFA 19
- Дата виходу: 28 вересня 2018 (по всьому світу).
- Платформи: Windows, PlayStation 3, PlayStation 4, Xbox 360, Xbox One, Nintendo Switch

Представлено офіційні ліцензовані Ліга чемпіонів УЄФА, Ліга Європи УЄФА та Суперкубок УЄФА. Також вперше до гри додана китайська Суперліга.
У грі вперше з'явилося київське «Динамо», яке стало другим українським клубом за всю історію гри.

#### FIFA 20
- Дата виходу: 27 вересня 2019 (по всьому світу).
- Платформи: Windows, PlayStation 4, Xbox One, Nintendo Switch

#### FIFA 21
- Дата виходу: 9 жовтня 2020 (по всьому світу).
- Платформи: Windows, PlayStation 4, PlayStation 5, Xbox One, Xbox Series, Nintendo Switch, Google Stadia

#### FIFA 22
- Дата виходу: 1 жовтня 2021 (по всьому світу).
- Платформи: Windows, PlayStation 4, PlayStation 5, Xbox One, Xbox Series, Nintendo Switch, Google Stadia

#### FIFA 23
- Дата виходу: 30 вересня 2022(по всьому світі).
- Платформи: Windows, PlayStation 4, PlayStation 5, Xbox One, Xbox Series, Nintendo Switch, Google Stadia

### Побічні серії

#### Серія FIFA World Cup
В 1997 році Electronic Arts купили в FIFA на створення офіційних ігор Чемпіонату Світу, яка діє до сьогодні.
- FIFA World Cup 1998
- FIFA World Cup 2002
- FIFA World Cup 2006
- FIFA World Cup South Africa 2010
- FIFA World Cup Brazil 2014

#### Серія UEFA European Championship
Аналогічна серія до Чемпіонатів світу. Пропонується пограти на Чемпіонаті Європи
- UEFA Euro 2000
- UEFA Euro 2004
- UEFA Euro 2008
- UEFA Euro 2012

#### Серія UEFA Champions League
- UEFA Champions League 2004—2005
- UEFA Champions League 2006—2007

#### Серія Street football games
- FIFA Street (2005)
- FIFA Street 2 (2006)
- FIFA Street 3 (2008)
- FIFA Street 4 (2012)

#### Серія F.A. Premier League Stars
- F.A. Premier League Stars 2000
- F.A. Premier League Stars 2001

#### Ексклюзиви із серії FIFA
- FIFA Soccer World Championship — гра приурочена до Чемпіонату світу серед клубів, вийшла тільки в Японії на Playstation 2

- FIFA Online — EA і південнокорейська компанія Pmang створили онлайн-гру для південнокорейського ринку

- FIFA 06: Road to FIFA World Cup — відбірковий турнір до Чемпіонату світу для Xbox 360

#### Серія футбольних менеджерів
- FIFA Manager series
- FIFA Soccer Manager (1997)
- The FA Premier League Football Manager 99
- The FA Premier League Football Manager 2000
- The FA Premier League Football Manager 2001
- The FA Premier League Football Manager 2002
- Total Club Manager 2003
- Total Club Manager 2004
- Total Club Manager 2005
- FIFA Manager 06
- FIFA Manager 07
- FIFA Manager 08
- FIFA Manager 09
- FIFA Manager 10
- FIFA Manager 11
- FIFA Manager 12
- FIFA Manager 13

## Саундтреки
Ліцензійну музику в іграх серії FIFA було використано вперше в 1998 році до гри FIFA: Road to World Cup 98. Кожна гра має свою добірку пісень з нових альбомів свого часу, в основному, це інді-рок, електронна і світова музика.